# Srednji Bušević
Srednji Bušević es un pueblo de la municipalidad de Bosanska Krupa, en el cantón de Una-Sana, Bosnia y Herzegovina.

## Superficie
Posee una superficie de 1,47 kilómetros cuadrados.

## Demografía
Hasta 1991 la población era de 470 habitantes.